# (7618) Gotoyukichi
(7618) Gotoyukichi est un astéroïde de la ceinture principale.

## Description
(7618) Gotoyukichi est un astéroïde de la ceinture principale. Il fut découvert le 6 janvier 1997 à Oizumi par Takao Kobayashi. Il présente une orbite caractérisée par un demi-grand axe de 2,74 UA, une excentricité de 0,11 et une inclinaison de 1,7° par rapport à l'écliptique.

## Compléments